# Бояр Андрій Олексійович
Бояр Андрій Олексійович (дата народження 6 червня 1976 р.) — український учений-економіст, доктор економічних наук, професор. 
Народився в с. Овлочин Турійського району Волинської області в сім’ї вчителів. У 1998 році  з відзнакою закінчив Волинський державний університет імені Лесі Українки, факультет міжнародних відносин [Архівовано 27 листопада 2021 у Wayback Machine.] та отримав кваліфікацію референта-країнознавця, перекладача за спеціальністю економічна та соціальна географія. У 2003 році захистив кандидатську дисертацію в Київському національному університеті імені Тараса Шевченка за спеціальністю 07.00.02 – економічна і соціальна географія. У 2015 р. захистив докторську дисертацію у ДВНЗ «Київський національний економічний університет імені Вадима Гетьмана» за спеціальністю 08.00.02 – світове господарство і міжнародні економічні відносини. Вільно володіє українською, російською та англійською мовами.

## Освіта
- 2015 р. – доктор економічних наук (світове господарство і міжнародні економічні відносини), ДВНЗ "Київський національний економічний університет імені Вадима Гетьмана" (Київ, Україна);
- 2004 р. – магістр (економіка природних ресурсів), Університет Аляски у Фербенксі[en] (США);
- 2003 р. – кандидат географічних наук (економічна і соціальна географія), Київський національний університет імені Тараса Шевченка (Київ, Україна);
- 1998 р. – спеціаліст (економічна і соціальна географія; референт-країнознавець, перекладач), факультет міжнародних відносин, Волинський державний університет імені Лесі Українки (Луцьк, Україна).

## Професійні призначення
- 2019 р. – дотепер - завідувач кафедри міжнародних економічних відносин та управління проєктами Волинського національного університету імені Лесі Українки;
- 2017 р. – дотепер - член редакційних колегій наукових фахових видань України (категорія "Б") "Міжнародні відносини, суспільні комунікації та регіональні студії [Архівовано 27 листопада 2021 у Wayback Machine.]" та "Економічний часопис [Архівовано 27 листопада 2021 у Wayback Machine.]".
- 2016–2019 рр. – проректор з наукової роботи та інновацій Східноєвропейського національного університету імені Лесі Українки;
- 2015–2016 рр. – начальник науково-дослідної частини Східноєвропейського національного університету імені Лесі Українки;
- 2006–2012 рр. – доцент кафедри міжнародних економічних відносин Волинського національного університету імені Лесі Українки;
- 2005–2006 рр. – старший викладач кафедри міжнародних економічних відносин Волинського державного університету імені Лесі Українки;
- 2003–2004 рр. – Інтерн, Рада бореальних лісів Аляски (громадська організація), м. Фербенкс (Аляска, США);
- 2002–2002 рр. – асистент кафедри країнознавства і міжнародних відносин Волинського державного університету імені Лесі Українки.

## Професійні відзнаки, нагороди, членство в організаціях
- 2019 - дотепер - член Всеукраїнської громадської організації "Українська асоціація європейських студій" (УАЄС [Архівовано 27 листопада 2021 у Wayback Machine.])».
- 2016 р. - почесна грамота Волинської обласної державної адміністрації;
- 2016 р. - золотий гравітон фундації "Партнерство і співпраця" при Почесному консулі України в Хелмі (Польща);
- 2011–2012 рр. - стипендіат програми “Careers for Alumni in Public Service” (CAPS) (IREX ‑ the International Research & Exchanges Board, USA);
- 2009-2011 рр. - стипендіат Кабінету Міністрів України для молодих учених;
- 2010 р. – Найкращий молодий учений Волинського національного університету імені Лесі Українки (диплом 1 ступеня);
- 2003-2004 рр. - стипендіат програми “Edmund Muskie Freedom Support Act Graduate Fellowship” (American Councils, USA Department of State).

## Наукові інтереси
- європейська інтеграція;
- наднаціональне бюджетування;
- міжнародна економічна інтеграція;
- інтелектуальна власність;
- екологічна економіка.

## Грантова діяльність
- 2019–2022 рр. - Проєкт Програми Еразмус+ Європейського Союзу «Кафедра Жана Моне «Студії ЄС у ВНУ імені Лесі Українки»» [Архівовано 27 листопада 2021 у Wayback Machine.], координатор проєкту
- 2006–2008 рр. - Проєкт „Спеціалізовані програми з питань європейської інтеграції для підвищення кваліфікації державних службовців України (II‑IV категорії)” (“Strategic Programme Fund – Reuniting Europe Programme” МЗС Великобританії та Посольстка Великобританії в Україні, London Metropolitan University), розробник матеріалів, тренер.

## Вибрані праці
1. Бояр А. О. Особливості співробітництва між Україною і ЄС. Науковий вісник Волинського державного університету імені Лесі Українки. Географічні науки. 1999. № 9. С. 101–103.
2. Бояр А. О. Інтелектуальна власність: монографія. Луцьк: РВВ “Вежа” ВНУ імені Лесі Українки, 2007. 164 с.
3. Бояр А. О. Система власних ресурсів у формуванні бюджету ЄС.Міжнародна економічна політика. 2009. № 10–11. С. 238–262.
4. Бояр А. О. "Британський чек" у бюджеті Європейського Союзу: данина справедливості чи пережиток минулого. Актуальні проблеми міжнародних відносин. 2010. Випуск 93. Частина 2. С. 264–270.
5. Чужиков В., Бояр А. Антикризовий бюджетний менеджмент в ЄС.Економіка України. 2012. № 1. С. 69–78.
6. Бояр А. О. Бюджетний процес у Європейському Союзі: монографія. Луцьк: Вежа‑Друк, 2012. 524 с.
7. Boiar A. O. Revenue‑Generating Schemes for International Unions.Journal of Economic Integration. 2014. № 29 (3). P. 407–429. https://doi.org/10.11130/jei.2014.29.3.407
8. Бояр А. О. Трансформація бюджетної моделі ЄС в умовах глобальної фінансової турбулентності: монографія. Луцьк: Вежа‑Друк, 2014. 256 с.
9. Boiar A. O. Optimal Structure of International Union Budgetary Revenues.Romanian Journal of Economics. 2015. № 40(1). P. 72–88.
10. Бояр А. О. Бюджетно‑фінансові наслідки інтеграції України в ЄС.Економіка України. 2015. № 11(648). С. 71–86.
11. Бояр А. О. Міждержавна бюджетна дифузія в інтеграційному угрупованні. Журнал європейської економіки. 2016. № 15(4). С. 445–454.
12. Бояр А. О. Основи інтелектуальної власності : навч. посіб. – 2‑ге вид., переробл. та допов. – Луцьк : Вежа‑Друк, 2017. – 276 с.
13. Boiar A. O., Shmatkovska T. O., Stashchuk O. V. Towards the Theory of Supranational Finance. Cogent Business & Management. 2018. № 5(1). https://doi.org/10.1080/23311975.2018.1482594
14. Boiar A. O. Optimizing the Structure of the European Union Budget Expenditure.Prague Economic Papers. 2019. № 28(3). P. 348–362. https://doi.org/10.18267/j.pep.698
15. Boiar A. O. Differences in Integration Utility of the EU Member States. Зовнішня торгівля: економіка, фінанси, право. 2020. № 2 (109). C. 56–66. https://doi.org/10.31617/zt.knute.2020(109)04

| науковець | Це незавершена стаття про науковця. Ви можете допомогти проєкту, виправивши або дописавши її. |